# Manfred Gabrielli
Manfred Gabrielli (* 11. August 1944 in Seefeld in Tirol; † 22. April 2005) war ein österreichischer Sportkommentator, -moderator und -redakteur.

## Leben
Manfred Gabrielli wurde am 11. August 1944 in Seefeld in Tirol geboren und war bereits in seiner Kindheit und Jugend als Fußballspieler aktiv. Als Torwart brachte er es unter anderem mit dem SK Rum bis in die Regionalliga und war bis in die 1980er Jahre bei diversen Klubs im Amateurfußball aktiv. In späteren Jahren trat er auch in die Medien- und Prominentenmannschaften als Fußballspieler in Erscheinung. Nach dem Besuch des Gymnasiums in Innsbruck und Bad Aussee, wo er unter anderem mit dem späteren Schauspieler Klaus Maria Brandauer in die gleiche Klasse ging, nahm der Mittzwanziger im Jahre 1970 an einem groß angelegten Sportreportertest für den ORF teil und wurde aus 1.800 Kandidaten ausgewählt. 1970 kam der Journalist zum ORF und löste bereits drei Jahre später Bertl Neumann als Sportchef im Landesstudio Tirol ab. Jahrzehntelang galt er bei Fernsehübertragungen aus dem alten Tivoli-Stadion als die Stimme des FC Wacker Innsbruck (sowie dessen Nachfolgers, dem FC Tirol Innsbruck), wo er oftmals mit „unerschütterlichem Enthusiasmus“ und in „charakteristischem Stakkatostil“ (Der FC Tirol. Macht. Druck) kommentierte. So berichtete der Amateurfußballer, der nebenbei auch als Fechter und Rallyefahrer aktiv war,. zu den Glanzzeiten der Innsbrucker und war auch als Sprecher bei Olympischen Spielen tätig.
Des Weiteren galt er als „einer der profundesten Kenner der internationalen Alpinszene“ und war als solcher Mitbegründer des Formats Land der Berge, eine erstmals im Mai 1982 ausgestrahlte Dokumentarreihe des Österreichischen Rundfunks. Das mehrfach ausgezeichnete Format, das von Lutz Maurer und Bernd Seidel mitbegründet wurde, ist heute (Stand: Februar 2022) immer noch im Programm des ORF. Durch ihre jahrzehntelange Freundschaft holte Gabrielli den zu dieser Zeit bereits international erfolgreichen Klaus Maria Brandauer als Präsentator in die Sendung; Brandauer führte in weiterer Folge als Gastpräsentator durch mehrere Sendungen. Zeitlebens publizierte er auch mehrere Bücher zum Thema Alpinismus und seinem Heimatbundesland; darunter Land der Berge (1989) oder Tirol – starkes Land (1995). Im Laufe seines Lebens wurde Gabrielli mehrfach geehrt und war unter anderem Träger des Tiroler Tourismusordens und des Tiroler Sportehrenzeichens. Während seiner Karriere beim ORF steuerte der vielseitige, sowie mehrsprachige und weltoffene Radio- und Fernsehgestalter auch zahlreiche weitere Produktionen für die Fernsehreihen Erlebnis Österreich, Österreich-Bild oder Universum bei.
Nachdem er sich gerade von einer Operation erholte, starb Gabrielli überraschend am 22. April 2005 im Alter von 60 Jahren. Er hinterließ seine Gattin Petra, die er erst im vergangenen Herbst geheiratet hatte, sowie seine erwachsene Tochter Nicole aus erster Ehe.